# Physcomitrium hampei
Physcomitrium hampei là một loài Rêu trong họ Funariaceae. Loài này được (Limpr.) Loeske & Györffy mô tả khoa học đầu tiên năm 1929.